# Wambach (Schlangenbad)
 Wambach  ist ein Ortsteil der Gemeinde Schlangenbad im Rheingau-Taunus-Kreis in Hessen mit knapp 1000 Einwohnern.

## Geographie
Wambach liegt nördlich des Hauptortes Schlangenbad im Hohen Taunus auf einer Höhe von 350 Meter in dem Teil des Walluftals, das den Taunushauptkamm durchschneidet. Östlich von Wambach erhebt sich mit 618 Meter Höhe die Hohe Wurzel. Von Süden aus Richtung der Bundesautobahn 66 kommend, führt die Bundesstraße 260 durch Wambach und über die Wambacher Stich genannte Steigung auf den Taunushöhen weiter nach Bad Ems und Nassau an der Lahn. Im Ort zweigt die L 3037 nach Westen von der Bundesstraße ab. Über diese gelangt man der Reihe nach zu den anderen Schlangenbader Ortsteilen Bärstadt, Hausen vor der Höhe, Obergladbach und Niedergladbach und schließlich ins Wispertal.

## Geschichte
Der früheste erhalten gebliebene urkundliche Nachweis belegt das Bestehen des Ortes Wagenbach seit dem Jahr 1200, und zwar in einem Lehensverzeichnis der Grafen von Bolanden, die hier über Lehensrechte verfügten. Der Name ist wahrscheinlich auf den Personennamen Wago als den vermutlichen Gründer der Ansiedlung zurückzuführen. Die Weidegerechtigkeit der Wambacher Bauern reichte bis nach Dotzheim und ins Aartal. Der Ort war im Amt Hohenstein Teil der Niedergrafschaft Katzenelnbogen und kam mit dieser an das Haus Hessen und 1816 an das Herzogtum Nassau, wo Wambach dem Amt Langen-Schwalbach zugeteilt wurde. Nach der Annexion des Herzogtums durch Preußen nach dem verloren gegangenen Preußisch-Österreichischen Krieg wurde der Ort 1867 dem Untertaunuskreis im Regierungsbezirk Wiesbaden zugeordnet.
Im Zuge der Gebietsreform in Hessen schloss sich Wambach am 31. Dezember 1971 freiwillig der Gemeinde Schlangenbad an. Für den Ortsteil Wambach wurde wie für die übrigen Ortsteile ein Ortsbezirk  mit Ortsbeirat und Ortsvorsteher eingerichtet.

## Kultur und Sehenswürdigkeiten
Am südlichen Ortseingang liegt die Wambacher Mühle mit einem Mühlenmuseum. Oberhalb von Wambach, an der Landstraße zur Hohen Wurzel, befindet sich der Kinder-Erlebnispark Taunus Wunderland.

## Vereinsleben
In Wambach gibt es folgende Vereine für das kulturelle und gesellschaftliche Leben:
- Freiwillige Feuerwehr Wambach 1934 e. V.
- Gesangverein Concordia Wambach 1890 e. V.
- Sportgemeinschaft 1956 Wambach e. V.
- Kerbegesellschaft Wambach 1976 e. V. Diese richtet seit ihrer Gründung jeweils am dritten Wochenende im Oktober die Wambacher Kerb aus.
- Förderverein Wambach e. V., gegründet 2015